# サン・カロージェロ
サン・カロージェロ（イタリア語: San Calogero）は、イタリア共和国カラブリア州ヴィボ・ヴァレンツィア県にある、人口約4,200人の基礎自治体（コムーネ）。

## 地理

### 位置・広がり

#### 隣接コムーネ
隣接するコムーネは以下の通り。括弧内のRCはレッジョ・カラブリア県所属を示す。
- カンディードニ (RC)
- フィランダーリ
- リンバーディ
- ミレート
- ロンビオーロ